# Хайнрих Речури
Хайнрих Речури (на немски: Heinrich Retschury) е австрийски футболист, играещ на позицията защитник.

## Успехи

### Като играч
- 6 мача с националния отбор на Австрия в периода от 1908 до 1909 година.

### Като треньор
- Квалификация за Световното първенство по футбол през 1938 година.